# Bityla
Bityla é um gênero de traça pertencente à família Arctiidae.